# Philippe Blanc
Philippe Blanc est un homme politique français né le 11 novembre 1832 à Morestel (Isère) et décédé le 13 janvier 1920 à Saint-Étienne (Loire)
Fabricant d'armes à Saint-Étienne, il est premier adjoint au maire de 1884 à 1888. Il est sénateur de la Loire de 1895 à 1906, inscrit au groupe de l'Union républicaine. Il intervient sur le commerce des armes et sur des sujets d'intérêt local.
Une rue de la ville de Saint-Étienne porte son nom.

## Sources
- « Philippe Blanc », dans le Dictionnaire des parlementaires français (1889-1940), sous la direction de Jean Jolly, PUF, 1960 [détail de l’édition]